# 크로아티아 바노비나
크로아티아 바노비나 또는 크로아티아 바나테(세르보크로아트어: Banovina Hrvatska / Бановина Хрватска)는 1939년부터 1941년까지 유고슬라비아 왕국의 행정 구역 (바노비나)이었다. 사바 및 연안 바노비나가 하나의 자치 단체로 합병되어 형성되었으며, 드리나, 제타, 브르바스 및 다뉴브 바노비나의 일부분도 포함되었다. 수도는 자그레브였으며, 오늘날 크로아티아의 대부분과 보스니아 헤르체고비나 및 세르비아의 일부분을 포함하고 있었다. 이 기간 동안 유일한 반은 이반 슈바시치였다.

## 배경
1921년 비도브단 헌법에 따라 세르브인 크로아트인 슬로벤인 왕국은 33개의 행정구역을 설립했으며, 각 구역은 정부가 임명한 총독이 이끌었다. 비도브단 헌법과 행정 구역은 모두 니콜라 파시치와 스베토자르 프리비체비치가 새로운 국가 내에서 세르비아계 인구의 권력을 극대화하기 위해 고안된 것이었다. 새 헌법은 세르비아 중앙집권주의자들에게 유리한 정치적 분위기 속에서 통과되었다. 크로아티아 지역주의자들은 기권하였고, 유고슬라비아 공산당 의원들은 의회 투표에서 제외되었다. 1922년 6월 선거법이 개정되면서 전쟁 전 인구 조사 수치를 기반으로 선거구가 구성되었다. 이를 통해 세르비아는 제1차 세계 대전에서 입은 막대한 군사적 피해를 무시할 수 있게 되었고, 세르비아인들은 유리한 고지를 점하게 되었다. 이는 연방 또는 국가연합의 지지자들, 특히 스테판 라디치 중심으로 한 크로아티아 공화농민당 (HRSS)의 크로아티아 지역주의자들이 정부에 대해 느끼는 분노를 더욱 키웠다. 라디치는 1928년 의회에서 세르비아계 의원에게 총격을 당해 2개월 후에 사망하였다. 이는 크로아티아 공화농민당이 의회에서 철수하게 만들었고, 크로아티아 내에서 베오그라드에 대한 적대적인 사고방식을 조장했으며, 궁극적으로는 세르브인 크로아트인 슬로벤인 왕국의 헌법 체제 붕괴로 이어졌다.
세르비아-크로아티아 분열을 해결하기 위한 노력과 명목상 중립을 지킨 슬로베니아인 안톤 코로셰츠가 이끄는 내각에 대한 크로아티아계의 정부 기권이 무산되자, 알렉산드르 1세 유고슬라비아 국왕이 개입하여 1929년 1월 6일 독재 정권을 수립하였다. 1929년 10월 3일, 다양한 민족을 보다 큰 국가 정체성으로 통합하려는 노력의 일환으로 국호가 공식적으로 유고슬라비아 왕국으로 개칭되었다. 새로운 국가는 새로운 헌법을 제정하였고, 비도브단 헌법의 33개 행정 구역 대신 바노비나가 설립되었다. 바노비나는 오래된 역사적, 지역적, 민족적 소속을 피하는 방식으로 구성되었지만, 국왕은 국왕으로서의 정통성 대부분을 이끌어낸 세르비아의 지배력을 유지하기를 원했고, 9개의 바노비나 중 6개가 세르비아인이 다수를 차지하였다. 세르비아인과 크로아티아인을 통합하여 유고슬라비아인이라는 공동 정체성을 형성하는 대신, 크로아티아인들은 세르비아의 패권주의에 대해 광범위한 반감을 가지게 되었다.
이후 10년 동안 왕권 독재는 더욱 강화되었고 권위주의적인 법령으로 통치했으며, 이는 1936년부터 1939년까지 밀란 스토야디노비치가 총리를 재임한 기안 절정에 달했다. 유고슬라비아의 강력한 지도자가 되고자 하는 열망 속에서 베니토 무솔리니의 파시스트적 상징, 몸짓, 직함을 받아들였던 스토야디노비치는 결국 1939년 2월 소수 민족 대표들의 신뢰를 잃고 몰락하였다. 총리는 드라기샤 츠베트코비치로 교체되었고, 츠베트코비치는 자신의 정부에 대한 크로아티아인의 지지를 얻기 위해 크로아티아 지역주의자들의 지도자이자 라디치의 후임자인 블라드코 마체크와 회담을 시작하였다. 두 사람의 이름을 딴 타협안인 츠베트코비치-마체크 협정(스포라줌 (Sporazum)으로도 알려짐)에서 중앙 정부는 9개 바노비나 중 사바 및 연안 바노비나를 크로아티아 바노비나로 통합하는 양보를 하였다.

## 역사
츠베트코비치-마체크 협정과 1939년 8월 24일자 크로아티아 바노비나에 관한 법령(Uredba o Banovini Hrvatskoj)을 바탕으로 크로아티아 바노비나가 창설되었다. 사바 및 연안 바노비나의 전체 지역이 통합되었고, 브르바스, 제타, 드리나 및 다뉴브 바노비나(브라치코, 데르벤타, 두브로브니크크, 포이니차, 그라다차츠, 일로크, 시드 및 트라브니크주)의 일부가 추가되어 크로아티아 바노비나가 형성되었다. 크로아티아 바노비나의 국경은 부분적으로 크로아티아의 역사적 국경이었으며, 부분적으로 크로아티아계 인구가 대다수인 보스니아 헤르체고비나 영토가 바노비나에 병합된 민족성 원칙의 적용에 기초하고 있었다.
협정에 따라, 중앙정부는 국방, 내부 보안, 외교 정책, 무역, 교통을 계속 통제했지만, 선출된 사보르와 국왕이 임명한 반이 크로아티아의 내부 문제를 결정하게 되었다. 아이러니하게도, 이 협정은 분리주의를 부추겼다. 마체크와 다른 크로아티아인은 자치권을 크로아티아의 완전한 독립을 향한 첫 번째 단계로 여겼기 때문에, 영토를 놓고 흥정을 시작하였다. 세르비아인은 츠베트코비치를 공격하면서, 이 협정이 그들에게 민주주의와 자치권을 가져다주지 않는다고 주장하였다. 무슬림은 보스니아의 자치권을 요구하였다. 슬로베니아인과 몬테네그로인은 연방주의를 지지하였다. 파블레 섭정 왕자는 츠베트코비치를 총리로, 마체크를 부총리로 하는 새 정부를 임명했지만, 이 정부에 별다른 지지를 얻지 못했다. 1940년 5월, 농촌 지방자치체에서 비교적 자유로운 지방선거가 실시되면서, 경기 침체로 인해 마체크와 크로아티아 농민당에 대한 지지가 다소 약화되었다.
1941년, 제2차 세계대전 당시 추축국이 유고슬라비아를 점령하였고, 정부는 런던에 망명 정부를 수립하였다. 법적으로 크로아티아 바노비나는 점령된 유고슬라비아 왕국의 일부로 남았고, 추축국은 유고슬라비아 영토와 바노비나를 함께 분할하였다. 스플리트에서 자다르에 이르는 연안 지역과 코토르만 근처의 일부 지역은 파시스트 이탈리아에 병합되었지만, 나머지 지역은 크로아티아 독립국에 편입되었다. 유고슬라비아 파르티잔의 성공으로 유고슬라비아 왕국이 민주연방 유고슬라비아가 되면서 바노비나를 계승한 새로운 크로아티아 연방국이 내부에 수립되었다.

## 인구
1939년 크로아티아 바노비나의 인구는 4,299,430명이었는데, 그 중 4분의 3이 로마 가톨릭교도, 5분의 1이 정교회교도, 4%가 무슬림이었다. 바노비나는 116개의 구(코타리; kotari)로 나뉘었고, 그 중 95개 구는 절대적으로, 5개 구는 상대적 가톨릭교도 수가 많았다. 이 인구 조사는 유고슬라비아의 동질성 정책에 따라 종교적 성격을 띠고 있었지만, 크로아티아인과 슬로베니아인이 주로 가톨릭 신자인 반면 다른 민족은 그렇지 않다는 사실을 통해 바노비나의 민족적 구성에 대한 통찰력을 제공하였다.

## 스포츠
크로아티아 축구 연맹은 바노비나 내 축구를 관할하는 기관이었다. 이는 국내 리그와 국가대표팀을 조직하였다. 요조 야코피치가 이끄는 크로아티아 바노비나는 4번의 국제 경기를 치렀다. 스위스와 헝가리와의 홈 앤 어웨이 경기 두 쌍을 포함해 네 번의 국제 경기를 치렀다. 크로아티아 조정 선수권 대회는 1940년 6월 29일에 개최되었다.
크로아티아 남자 아이스하키 국가대표팀은 1941년 2월 9일 브라티슬라바에서 슬로바키아와의 첫 친선 경기를 치렀고 6-1로 패했다.
크로아티아 권투 연맹은 1939년 10월 5일 크로아티아 바노비나 전역에서 권투를 관할하는 기관으로 재구성되었다.

## 갤러리

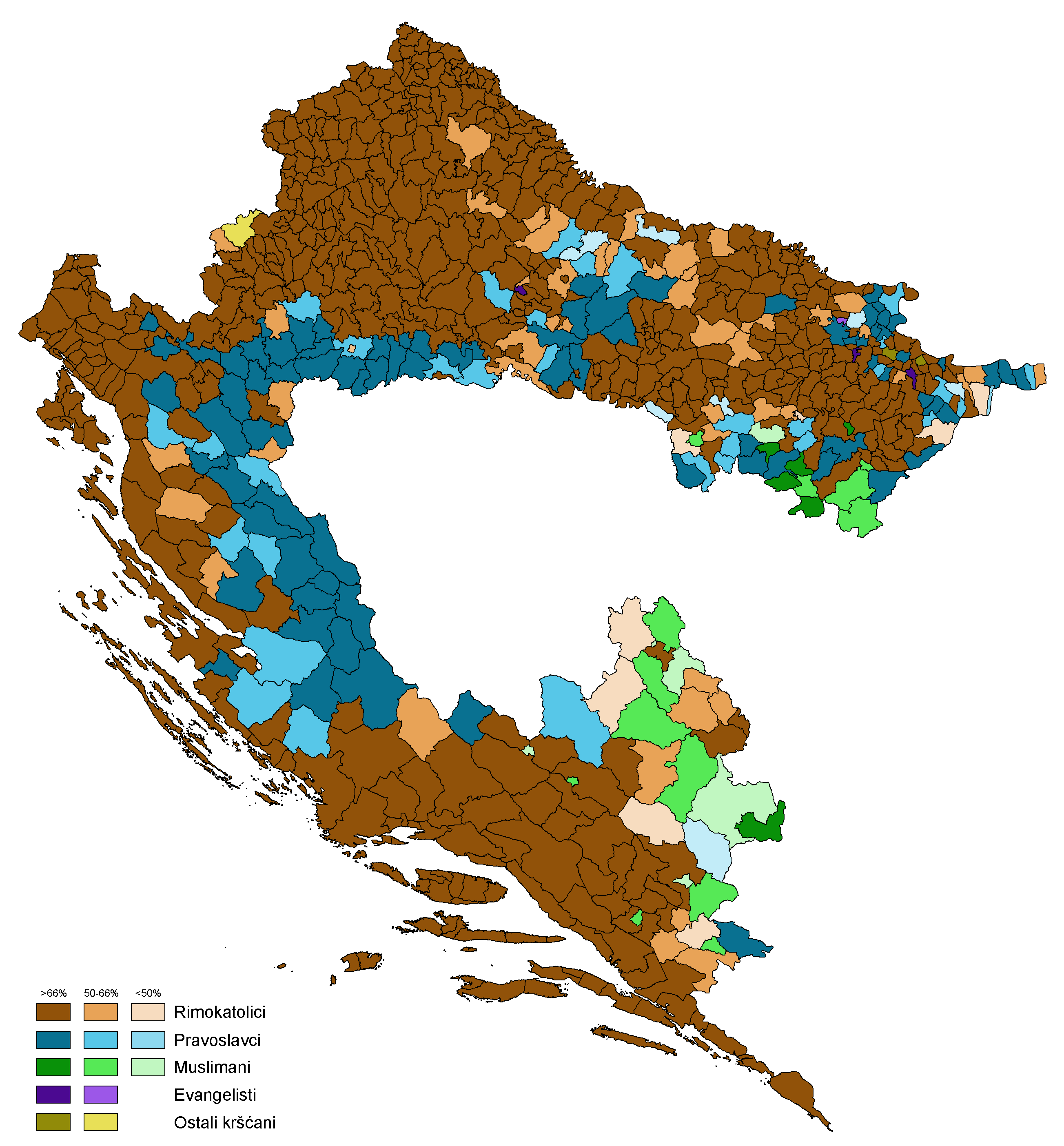
1931년 인구 조사에 따른 지방자치체별 크로아티아 바노비나의 종교 지도.
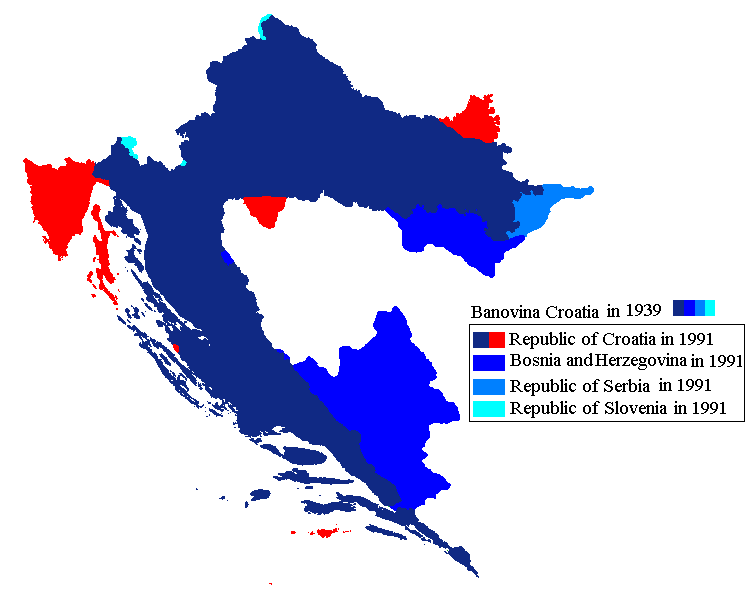
크로아티아 바노비나의 영토를 현재 국가들의 영토 및 이전에 존재했던 바노비나의 영토와 비교함.
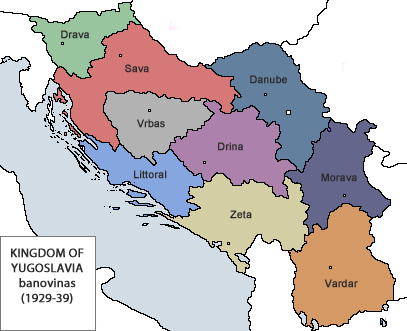
크로아티아 바노비나가 설립되기 전 유고슬라비아 왕국의 바노비나.
민간기 및 상선기
크로아티아 바노비나의 소문장
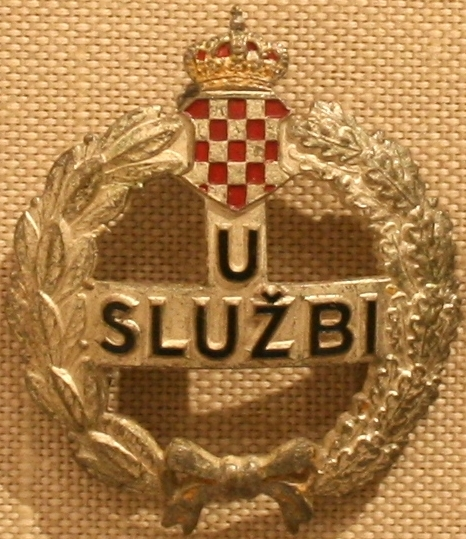
한국어로 근무 중이라는 뜻인 크로아티아어로 "u službi"라는 모토가 적힌 경찰 휘장.
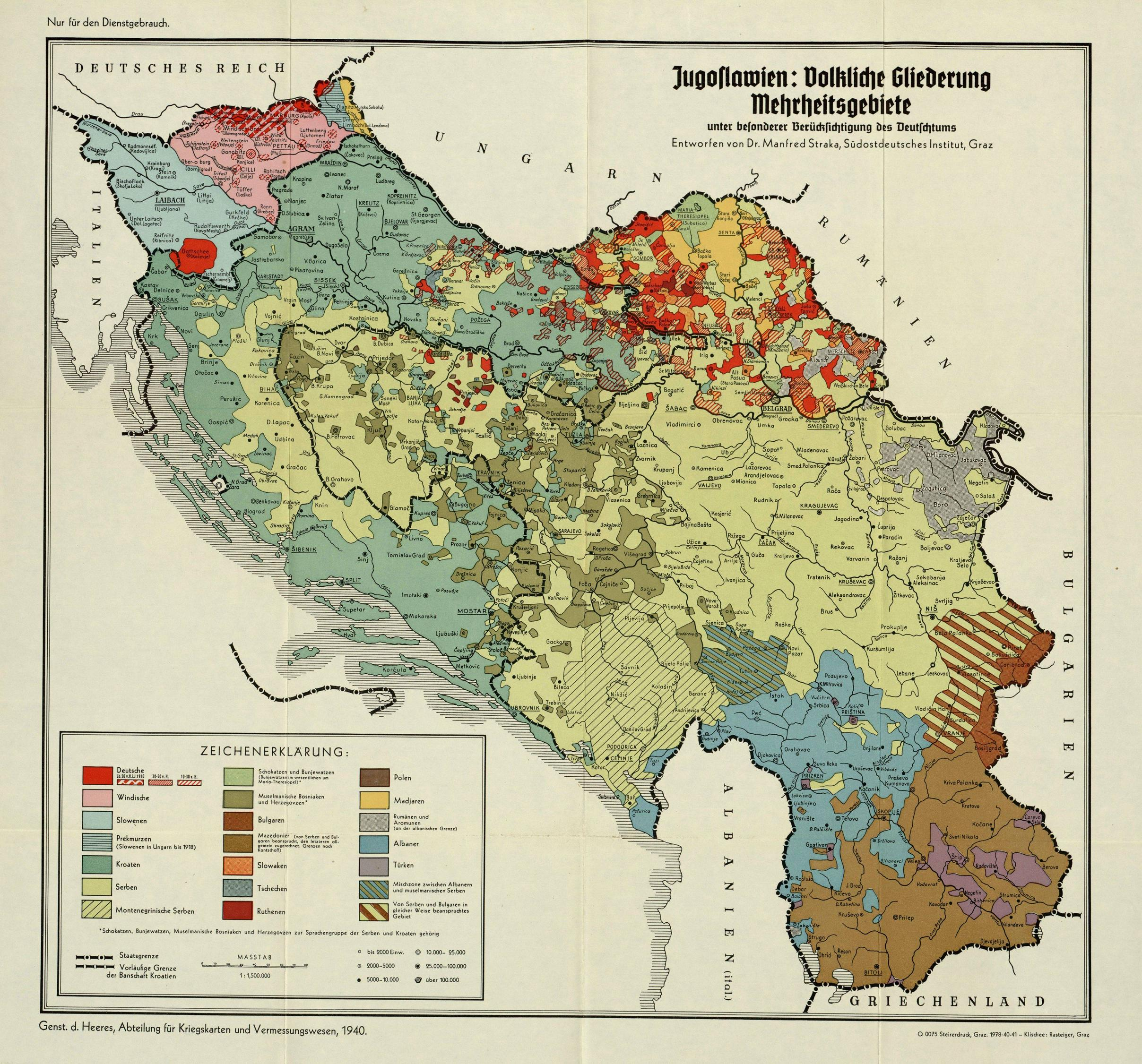
유고슬라비아의 민족 지도, 1940년.

## 같이 보기
- 유고슬라비아 왕국
- 크로아티아 사회주의 공화국
- 크로아티아의 역사 연표
- 크로아티아의 반
- 크로아티아 바노비나의 행정 구역

## 참고 문헌
- Velikonja, Mitja (2003). 《Religious Separation and Political Intolerance in Bosnia-Herzegovina》. College Station: Texas A&M University Press. ISBN 9781585442263.